# 13765 Nansmith
13765 Nansmith è un asteroide della fascia principale. Scoperto nel 1998, presenta un'orbita caratterizzata da un semiasse maggiore pari a 2,8698495 UA e da un'eccentricità di 0,0627479, inclinata di 0,96953° rispetto all'eclittica.